# Gelson Fernandes
Gelson Tavares Fernandes (n. 2 septembrie 1986 în Praia) este un jucător de fotbal elvețian, care joacă pentru Borussia Dortmund și pentru naționala Elveției.

## Goluri internaționale
| # | Data          | Stadion                                       | Adversar          | Scor | Rezultat | Competiția                                                    |
| - | ------------- | --------------------------------------------- | ----------------- | ---- | -------- | ------------------------------------------------------------- |
| 1 | 28 March 2009 | Stadionul Zimbru, Chișinău, Republica Moldova | Republica Moldova | 0–2  | 0–2      | Calificările pentru Campionatul Mondial de Fotbal 2010 (UEFA) |
| 2 | 16 June 2010  | Moses Mabhida Stadium, Durban, Africa de Sud  | Spania            | 0–1  | 0–1      | Campionatul Mondial de Fotbal 2010                            |

## Palmares
Sion
- Cupa Elveției (1): 2006